# 사진 조명

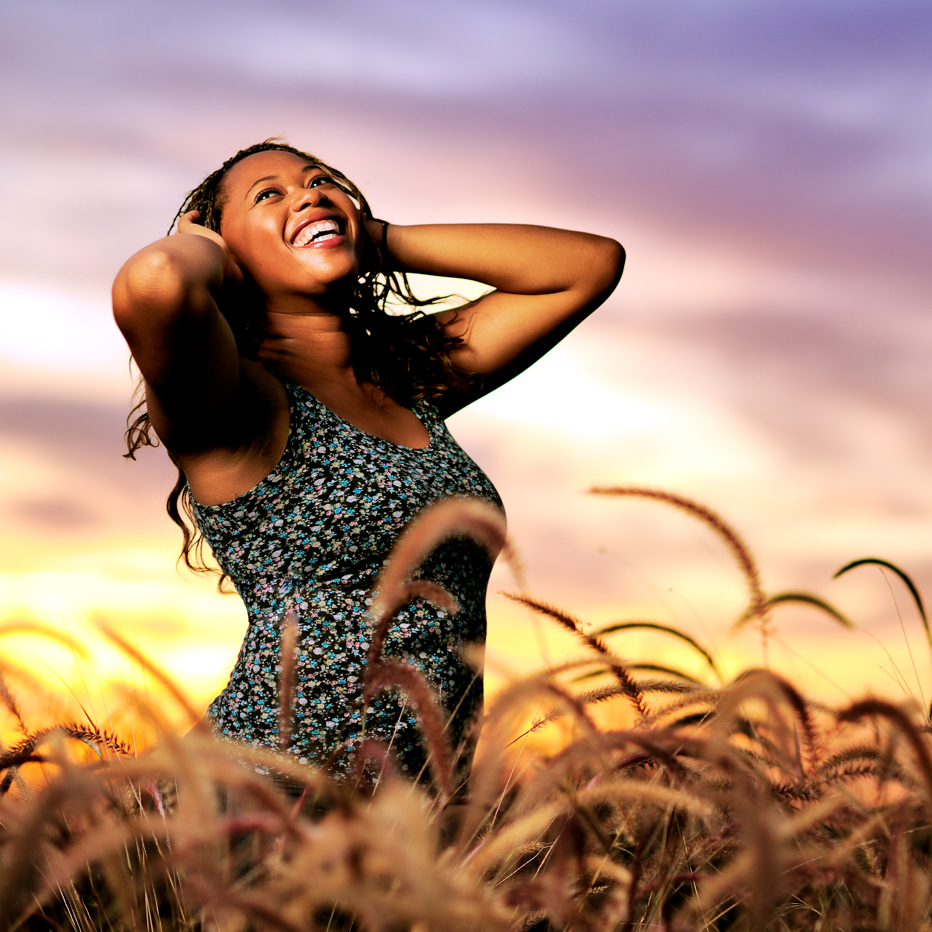
모델은 왼쪽에 스트로보로 조명을 받았다. 노을에 맞춰 오렌지 젤로 빛을 따뜻하게 했다.

사진 조명(photographic lighting)은 광원, 인공 또는 자연이 촬영되는 장면 또는 주제를 비추는 방식을 말하며, 간단히 말해 사진에 대한 조명이다. 사진가는 광원의 위치와 질을 조작하여 시각 효과를 만들고, 선명도, 톤 및 채도와 같은 사진의 측면을 변경하여 장면을 정확하게 표현할 수 있다.
조명은 노출을 결정하며, 로우 키 및 하이 키 조명과 같은 효과를 만드는 데 사용할 수 있다. 이 두 가지 모두 장면에서 어두운 요소와 밝은 요소 사이의 대비를 포함한다. 조명은 단색 사진에서 특히 중요한데, 색 정보가 제한적이거나 없으며 하이라이트와 그림자의 상호 작용만 포함한다.

## 주요 광원
사진의 주요 광원은 다음과 같다.
- 날씨와 시간에 따라 결정되는 햇빛.[3] 밝은 햇살과 흐린 저녁을 최대한 활용하기 위해서는 다른 기술이 필요하다.
- 특별한 포토플러드 조명으로 생성되는 일반 조명으로도 알려진 연속 인공 조명.[3] 다른 광원의 특성은 다양하다. 가정용 백열등, 형광등, 나트륨 방전 가로등과 같은 광원은 다양한 결과를 생성하며, 색상의 주관적으로 중립적인 표현이 필요한 경우 다른 보정이 필요하다.
- 단일 위치(일반적으로 카메라 근처)에서 발생하는 밝고 매우 짧은 사진 플래시, 일반적으로 스튜디오 환경에서 사용된다.[3]
- 번개, 전기 불꽃, 폭죽, 달빛을 포함한 우연적인 광원.[4]

## 기본 조명 패턴
- 루프 조명은 얼굴의 그림자 면에 피사체의 코의 작은 그림자를 생성한다.[5]
- 버터플라이 조명, 코 아래 나비 모양의 그림자 때문에 이름이 붙여졌으며, 조명이 카메라 위에 있고 카메라와 일직선일 때 버터플라이 조명 패턴이 생성된다.
- 스플릿 조명, 주광이 피사체의 측면에서 약 90도 떨어진 곳에 얼굴 높이 또는 약간 위에 위치한다. 피사체는 카메라를 똑바로 본다.
- 렘브란트 조명은 위와 측면에서 오는 극적인 조명의 대비를 수반하여 다른 뺨에 특정 광점을 만든다.

## 지각적 원인과 결과
조명은 뇌가 사진에서 3D 물체를 인식하기 위해 해석하는 대비의 2D 패턴을 생성한다. 직접 무언가를 볼 때, 뇌는 입체시, 시차, 초점 이동뿐만 아니라 물체에 의해 생성되는 하이라이트 및 그림자 패턴에 의존한다. 그러나 사진을 볼 때 뇌는 보이는 대비 및 색상 패턴을 다른 감각 기억과 일치시키려고 노력한다.
조명에서 "정상"으로 보이는 것의 기준선은 종종 자연 및 인공 조명의 방향과 특성뿐만 아니라 다른 단서가 제공하는 맥락이다. 위 그림에서 사진가는 늦은 오후 빛에 들판에 서 있는 여성의 플래시에 따뜻한 젤을 추가했다. 보는 사람은 그림자의 각도를 통해 시간을 알 수 있다. 따라서 중립적인 색상 균형은 그 맥락에서 이상해 보였을 것이다. 그러나 마스크를 제거하고 평범한 흰색 또는 중립적인 회색 배경에 놓으면 여성의 이미지가 비정상적으로 노란색으로 보일 것이다.
사진의 목표가 반드시 정상적인 인상을 만드는 것은 아니지만, 보는 사람이 일반적으로 무엇을 볼 것으로 기대하는지 아는 것은 뇌를 속이는 조명 전략을 실행하는 데 필요하다. 카메라에 대한 빛의 방향은 둥근 공이 평평한 원반이나 구체처럼 보이게 만들 수 있다. 하이라이트의 위치와 그림자의 방향 및 길이는 모양에 대한 다른 단서를 제공하며 하루 중 시간까지 나타낼 수 있다. 물체에 대한 그림자의 톤은 하루 중 시간, 사진이 촬영된 환경, 심지어 사람의 기분에 대한 맥락적 단서를 제공할 수도 있다.
숙련된 사진가는 조명을 조작하여 보는 사람이 사진 내용에 반응할 가능성이 있는 방식을 조작할 수 있다. 야외 촬영 시에는 장소를 변경해야 할 수 있으며, 조명이 사진에 원하는 인상을 만들기 위해 하루 중 이상적인 시간(또는 경우에 따라 일년 중 이상적인 시간)을 기다려야 할 수도 있다. 사진가는 반사판 또는 플래시를 사용하여 자연 조명을 조작할 수도 있다. 그러나 스튜디오 환경에서는 사진가가 조명에 대해 선택할 수 있는 옵션에 제한이 없다. 사진의 목표에 따라 물체를 "눈으로 본 것처럼" 정상적으로 보이게 하거나 초현실적으로 보이게 만들 수 있다. 일반적으로 보는 사람의 반응은 조명이 다른 단서와 비교하여 정상/자연적으로 보이는지 여부에 달려 있다.
자연광과 인공 조명을 혼합하는 것은 어려운 과정일 수 있다. 경험이 부족한 사진가가 플래시와 자연광을 혼합할 때 흔히 저지르는 실수는 자연광으로 조명된 배경에서 보이는 하이라이트와 그림자 단서와 플래시에서 나오는 빛을 일치시키지 않는 것이다. 예를 들어, 배경이 지는 해에 의해 조명되었지만 전경의 얼굴이 정오에 촬영된 것처럼 보인다면, 조명 단서가 일치하지 않기 때문에 정상적으로 보이지 않을 것이다.

## 자연광 기준선
카메라를 향하는 물체 앞면에 비치는 햇빛은 "키 라이트" 역할을 하여 하이라이트를 만들고 그림자를 드리운다. 대기 중 수증기와 먼지에서 햇빛이 반사되어 전방향 "필"을 생성하기 때문에 그림자에서 세부 사항을 볼 수 있다. 열린 그늘에서는 하늘빛의 하향 벡터가 일반적으로 측면을 비추는 측면 벡터보다 강하기 때문에 3D 물체도 일반적으로 그림자를 드리운다. 그러나 사진가가 물체 뒤에 태양을 놓으면, 조명 전략에서 물체의 앞면을 모델링하는 역할이 실루엣을 정의하고 전면적으로 조명된 장면에서 일반적으로 부족한 물리적 분리와 3D 공간의 인상을 만드는 것으로 바뀐다. 이 역할을 키 모델링(광원이 피사체 뒤에 배치됨)의 역할과 구별하기 위해 일반적으로 "림" 또는 "액센트" 라이트라고 한다. 인물 사진 조명에서는 피사체의 머리와 배경 사이의 물리적 분리 모습을 만드는 데 사용되기 때문에 "헤어" 라이트라고도 한다. 자연 조명에서 배경의 톤은 반사 특성과 태양에 직접 비추는지 또는 하늘빛에 간접적으로 비추는지에 영향을 받는다. 따라서 태양, 하늘, 또는 둘의 조합 모두 "배경" 조명으로 간주될 수 있다.
정오의 햇살은 조명이 너무 밝고 그림자가 너무 어두워서 사용하기 어려울 수 있다. 과다 노출의 정도는 사용된 필름과 카메라, 그리고 그들의 다른 동적 특징에 따라 달라진다. 이러한 특징은 얼굴이나 신체의 다른 부분의 조명을 균형 있게 맞추고 대비되는 그림자를 부드럽게 하여 사진 노출을 제대로 맞추기 위해 종종 추가 플래시가 사용되는 인물 사진에 특히 중요하다.

## 자연스러운 인공 조명 만들기
가장 "자연스러운" 인공 조명 전략은 다양한 조명 조건에서 3D 물체에서 볼 수 있는 것과 동일한 대비 패턴 단서를 복제한다. 일반적인 스튜디오 조명 구성은 그림자 톤을 제어하기 위한 필 소스, 필이 비추는 그림자 위에 카메라를 향하는 물체의 앞면에 하이라이트 모델링 단서를 생성하기 위한 단일 전면 키 라이트, 전경과 배경 사이의 분리를 생성하기 위한 하나 이상의 림/액센트 라이트, 그리고 배경의 톤과 전경 사이의 분리를 제어하기 위한 하나 이상의 배경 라이트로 구성된다.
자연광과 인공 광원 사이에는 두 가지 중요한 차이가 있다. 필의 특성과 강도의 감소이다. 자연에서 하늘에서 오는 빛은 전방향이며 일반적으로 위에서 더 밝다. 이 "랩 어라운드" 특성은 방향성 인공 광원으로는 복제하기 어렵다. 고정된 스튜디오 위치에서는 흰 벽에서 필을 뒤로 반사하여 태양이 대기에서 반사되는 것과 유사하게 간접 반사광으로 공간을 채울 수 있다. 다른 방법은 카메라 방향에서 필 소스를 전경 피사체의 측면 근처에 배치된 반사판으로 보완하는 것이다.
역제곱 법칙은 점 광원이 방사하고 거리와 함께 강도가 변하는 예측 가능한 방식을 설명한다. 광원에서 거리가 두 배가 되면 빛의 발자국 영역은 거리의 제곱^2인 네 배로 증가한다. 거리가 두 배가 될 때 동일한 수의 광자가 네 배의 영역에 퍼지기 때문에 어떤 지점에서의 강도는 1/거리^2 또는 1/4의 강도가 될 것이다. 사진 광원은 점 광원이 아니므로 이 법칙이 엄격하게 적용되지는 않는다. 그러나 인공 광원의 거리가 자연에서는 볼 수 없는 방식으로 조명 특성과 조명 전략에 영향을 미치는 이유를 설명한다.
광원의 거리가 다음 거리 증가분 1, 1.4, 2, 2.8, 4, 5.6, 8, 11, 16, 22, 32, 45, 64로 변경되면 강도는 1 f/스톱 감소한다. 각 단계가 제곱근 2만큼 증가하는 방식을 주목하라. 실제적으로 이것은 그룹 인물 사진에서 한 얼굴이 "키" 라이트에서 4미터 떨어져 있고 다른 얼굴이 5.6미터 떨어져 있으면, 빛에서 더 멀리 떨어진 얼굴이 1 f/스톱 더 어두워진다는 것을 의미한다. 흐린 날 촬영된 200명의 그룹의 야외 인물 사진에서는 모든 얼굴의 조명이 같을 것이다. 실내에서 촬영된 동일한 그룹은 고르게 조명하기 훨씬 더 어려울 것이다. 가장 적은 플래시 장비가 필요한 가장 간단한 전략은 카메라를 들고 그룹 위로 올라가서 그들이 위를 올려다보게 하고 천장에 조명을 반사시키는 것이다. 이렇게 하면 흐린 날과 마찬가지로 각 얼굴이 빛의 명백한 광원에서 가능한 한 등거리에 있게 된다.
머리와 어깨 인물 사진과 같은 기본적인 것도 역제곱 감소를 고려해야 한다. 목표가 어두운 배경에서 얼굴 앞면을 가장 강한 대비의 초점으로 만드는 것이라면 피사체 얼굴의 앞면을 어깨나 다른 신체 부위보다 "키" 라이트에 가깝거나 더 가깝게 포즈를 취해야 한다. 얼굴에 대한 필 소스의 위치는 코 그림자가 가장 밝게(필이 카메라 근처에 중앙에 있을 때) 또는 가장 어둡게(필이 측면에 배치될 때) 되는지 여부에도 영향을 미친다. 키 라이트와 필 소스에서 얼굴까지의 거리는 얼굴에서 그림자가 밝은 곳에서 어두운 곳으로 전환되는 속도에 영향을 미칠 것이다.

## 초현실적인 조명 만들기
자연스럽고 초현실적인 조명은 같은 동전의 다른 면이다. 조명이 자연스럽게 보이게 하는 요소를 이해하면 다른 원하는 반응을 만드는 방법을 더 쉽게 이해할 수 있다. 자연광은 일반적으로 위에서 오므로 얼굴 아래에 키 라이트를 배치하는 전략은 특이하거나 부자연스럽게 보일 것이다. 뇌는 흰 옷과 얼굴에 색상 균형이 중립적으로 보이도록 색상 인식을 조정한다. 눈은 또한 스캔할 때 밝기에 적응하며 일반적으로 대부분의 환경에서 전체 범위의 세부 사항을 인식한다. 일반적으로 예상되는 것과 다른 톤 범위나 색조로 장면을 조명하면 보는 사람이 환경을 알아차리고 그에 대해 정상적이지 않은 가정을 하게 될 것이다. 또한 사진에 보이지 않는 환경적 맥락의 인상을 만드는 것도 가능하다. 예를 들어 스튜디오 천장에 부착된 그리드 플래시를 필 소스 없이 사용하여 밤에 가로등 아래 서 있는 사람의 모습과 같이.

## 3점 조명 설정
3점 조명 설정은 사진에서 사용되는 일반적인 방법이다. 이 방법은 세 개의 별도 조명 위치를 사용하여 사진가에게 피사체를 비추는 데 많은 제어권을 부여한다. 이 설정은 "키"라고 알려진 주광, 필 라이트 및 백 라이트로 구성된다.

## 반사광
이것은 플래시가 위 또는 옆으로 향할 때이다. 빛은 벽, 천장 또는 반사판에서 반사되어 피사체에 더 많은 뉘앙스를 부여한다. 주요 이점은 피사체가 광원을 직접 마주보지 않는다는 것이다.